# Марк Калпурний
Марк Калпурний (на латински: Marcus Calpurnius) е сенатор на Римската империя през края на 1 век.
През 96 г. той е суфектконсул заедно с Тиберий Каций Цезий Фронтон.